# 進歩同盟
進歩同盟（しんぽどうめい、英語: Progressive Alliance、略称：PA）は、社会民主主義や社会主義、進歩主義を掲げる政党の国際政党組織である。2013年にドイツ・ライプツィヒで結成された。 既存の社会主義インターナショナルに代わる組織として創設され、参加党の多くが社会主義インターナショナルに参加しているか、以前参加していた党である。 進歩同盟は140の参加党があると主張している。

## 歴史
設立の最初のステップは2012年1月にドイツ社会民主党のジグマール・ガブリエルが社会主義インターナショナルが非民主的な組織を参加させたことを批判して£100,000の会費の支払いをキャンセルしたことにある。
2012年12月14-15日にイタリア・ローマで進歩同盟の最初の会議が開催され、42の政党が参加した。イタリア社会党の指導者ピエル・ルイジ・ベルサーニ、フランス社会党議長アルレム・デジール、アルゼンチン社会党議長エルメス・ビナー、アメリカ民主党のバーモント州知事ピーター・シュムリン、チュニジアのエタカトルの事務総長ムスタファ・ベンジャファルが含まれる。
ポルトガル・カスカイスでの社会主義インターナショナルの会議中、2013年2月4-5日に50政党がジンバブエの民主主義変革運動を含む進歩同盟の形成について議論をした。
2013年5月22日ドイツ・ライプツィヒで全ドイツ労働者協会150年で公式の設立財団が創設された。 この組織は「進歩主義、民主主義、社会民主主義、社会主義、労働運動」のグローバル・ネットワークになる目的をたてた。 70の社会民主主義政党の代表者がイベントに参加したことが報告された。 欧州議会の社会民主進歩同盟グループは公式設立時に参加した。 多くの参加党は社会主義インターナショナルにも参加している。
2013年9月キプロスの民主党は進歩同盟と参加交渉中であり10月24日にストックホルムでの国際セミナーに代表者が出席すると発表した。 2014年12月4-5日、社会民主進歩同盟グループの参加党向けの会議がリスボンで開催された。2015年9月25日、マレーシアのバトゥフェリンギで地域セミナーが開催され、マレーシアの民主行動党、日本の民主党、インドネシアの闘争民主党も参加した。2016年4月25日ブラジル労働者党の主催でサンパウロでセミナーが開催された。

## 加盟政党
2025年2月時点の加盟政党

### アジア・オセアニア
| 国               | 党名                             | 与党・野党 |
| ---------------- | -------------------------------- | ---------- |
| イエメン         | イエメン社会党                   | 野党       |
| イスラエル       | 民主党                           | 野党       |
| イラク           | クルディスタン愛国同盟           | 与党       |
| イラク           | クルディスタン社会民主党         | 野党       |
| イラン           | イラン・クルディスタン民主党     | 野党       |
| イラン           | イラン・クルディスタンのコマラ党 | 野党       |
| インド           | インド国民会議                   | 野党       |
| インド           | サマジワディ党                   | 野党       |
| インドネシア     | 国民民主党                       | 与党       |
| インドネシア     | 闘争民主党                       | 与党       |
| オーストラリア   | オーストラリア労働党             | 与党       |
| キルギス         | 社会民主党                       | 野党       |
| シリア           | シリア民主人民党                 | 野党       |
| タイ             | プラチャーチョン党               | 野党       |
| トルコ           | 共和人民党                       | 野党       |
| トルコ           | 人民平等民主党                   | 野党       |
| ニュージーランド | ニュージーランド労働党           | 野党       |
| ネパール         | ネパール会議派                   | 野党       |
| パレスチナ       | ファタハ                         | 与党       |
| パレスチナ       | パレスチナ国民イニシアチブ       | 野党       |
| フィリピン       | アカバヤン市民行動党             | 野党       |
| 東ティモール     | 東ティモール独立革命戦線         | 野党       |
| マレーシア       | 民主行動党                       | 与党       |
| モンゴル         | モンゴル人民党                   | 与党       |
| ミャンマー       | 新社会民主党 (ミャンマー)        | 野党       |
| ヨルダン         | ヨルダン社会民主党               | 野党       |
| レバノン         | 進歩社会党                       | 与党       |

### アフリカ
| 国                   | 党名                                    | 与党・野党         |
| -------------------- | --------------------------------------- | ------------------ |
| アルジェリア         | アルジェリア社会主義戦線                | 野党               |
| エジプト             | エジプト社会民主党                      | 野党               |
| エスワティニ         | 人民連合民主運動                        | 野党               |
| エスワティニ         | エスワティニ民主党                      | 野党               |
| エリトリア           | エリトリア人民民主戦線                  | 非合法の反政府組織 |
| ガーナ               | 国民民主会議                            | 与党               |
| カメルーン           | 社会民主戦線                            | 野党               |
| ギニア               | ギニア人民連合                          | 野党               |
| ケニア               | ケニア労働党                            | 野党               |
| コートジボワール     | 民主開発最高連合                        | 野党               |
| コートジボワール     | 自由と民主主義のための共和国            | 野党               |
| コンゴ共和国         | 集合市民                                | 野党               |
| コンゴ民主共和国     | 民主社会進歩連合                        | 与党               |
| サントメ・プリンシペ | サントメ・プリンシペ解放運動/社会民主党 | 野党               |
| ジンバブエ           | 民主変革運動                            | 野党               |
| ジンバブエ           | 人民民主党                              | 野党               |
| 赤道ギニア           | 社会民主連合                            | 野党               |
| セネガル             | セネガル社会党                          | 野党               |
| タンザニア           | タンザニア革命党                        | 与党               |
| 中央アフリカ         | 中央アフリカ人民解放運動                | 野党               |
| チュニジア           | エタカトル                              | 野党               |
| ニジェール           | ニジェール民主社会主義党                | 与党               |
| ベナン               | 民主党                                  | 野党               |
| 西サハラ             | ポリサリオ戦線                          | 与党               |
| ブルキナファソ       | 進歩人民運動                            | 野党               |
| モーリシャス         | モーリシャス闘争運動                    | 与党               |
| モーリタニア         | 民主勢力会議                            | 野党               |
| モロッコ             | 人民勢力社会主義同盟                    | 野党               |

### 南北アメリカ
| 国             | 党名                 | 与党・野党 |
| -------------- | -------------------- | ---------- |
| アメリカ合衆国 | 民主党               | 野党       |
| アルゼンチン   | 社会党               | 野党       |
| アルゼンチン   | 世代全国会議         | 野党       |
| ウルグアイ     | ウルグアイ社会党     | 野党       |
| カナダ         | 新民主党             | 野党       |
| グレナダ       | 国民民主会議         | 与党       |
| コスタリカ     | 市民行動党           | 野党       |
| セントルシア   | セントルシア労働党   | 与党       |
| チリ           | チリ社会党           | 与党       |
| チリ           | 民主主義のための政党 | 与党       |
| ドミニカ共和国 | 現代革命党           | 与党       |
| ニカラグア     | 民主改革運動 - 団結  | 野党       |
| ブラジル       | 労働者党             | 与党       |
| ブラジル       | ブラジル社会党       | 与党       |
| ボリビア       | 社会主義運動         | 与党       |
| ベネズエラ     | 社会主義運動         | 野党       |
| メキシコ       | 民主革命党           | 野党       |
| メキシコ       | 市民運動             | 野党       |

### ヨーロッパ
| 国                       | 党名                               | 与党・野党 |
| ------------------------ | ---------------------------------- | ---------- |
| アイルランド             | 労働党                             | 野党       |
| イギリス                 | 労働党                             | 与党       |
| イタリア                 | 民主党                             | 野党       |
| オーストリア             | オーストリア社会民主党             | 野党       |
| オランダ                 | 労働党                             | 野党       |
| 北キプロス               | 共和トルコ党                       | 野党       |
| 北マケドニア             | マケドニア社会民主同盟             | 野党       |
| キプロス                 | EDEK社会党                         | 与党       |
| キプロス                 | 民主党                             | 与党       |
| キプロス                 | 共和トルコ党                       | 野党       |
| ギリシャ                 | 全ギリシャ社会主義運動             | 野党       |
| クロアチア               | クロアチア社会民主党               | 野党       |
| スイス                   | スイス社会民主党                   | 与党       |
| スウェーデン             | スウェーデン社会民主労働者党       | 野党       |
| スペイン                 | スペイン社会労働党                 | 与党       |
| スロバキア               | 方向・社会民主主義                 | 与党       |
| スロベニア               | 社会民主党                         | 与党       |
| セルビア                 | 民主党                             | 野党       |
| チェコ                   | チェコ社会民主党                   | 野党       |
| デンマーク               | デンマーク社会民主党               | 与党       |
| ドイツ                   | ドイツ社会民主党                   | 与党       |
| ノルウェー               | ノルウェー労働党                   | 与党       |
| ハンガリー               | ハンガリー社会党                   | 野党       |
| フィンランド             | フィンランド社会民主党             | 野党       |
| フランス                 | 社会党                             | 野党       |
| ブルガリア               | ブルガリア社会党                   | 野党       |
| ベラルーシ               | ベラルーシ社会民主党               | 野党       |
| ベルギー                 | 社会党                             | 野党       |
| ベルギー                 | 前進                               | 与党       |
| ボスニア・ヘルツェゴビナ | ボスニア・ヘルツェゴビナ社会民主党 | 与党       |
| ポルトガル               | 社会党                             | 野党       |
| モルドバ                 | 欧州社会民主党                     | 野党       |
| モンテネグロ             | モンテネグロ社会民主党             | 野党       |
| モンテネグロ             | モンテネグロ社会主義者民主党       | 野党       |
| ラトビア                 | 社会民主党・調和                   | 野党       |
| リトアニア               | リトアニア社会民主党               | 与党       |
| ルクセンブルク           | ルクセンブルク社会主義労働者党     | 野党       |
| ルーマニア               | 社会民主党                         | 与党       |

### オブザーバー
| 国   | 党名   | 与党・野党 |
| ---- | ------ | ---------- |
| 韓国 | 正義党 | 野党       |